# Numéro personnalisé

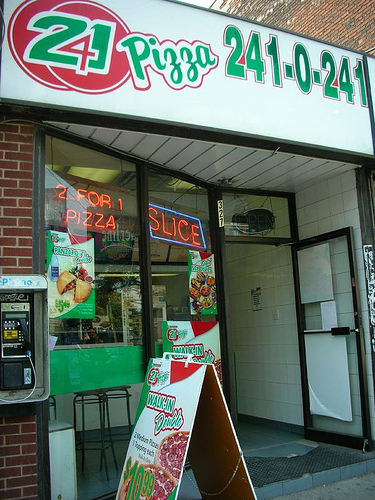
La chaîne de pizza canadienne-anglaise 241 Pizza utilise le numéro personnalisé 241-0241. En anglais, 241 se prononce comme two for 1, ce qui rappelle que la chaîne offre 2 pizzas pour le prix d'une (2 for the price of 1).

Un numéro personnalisé ou numéro de prestige ou numéro mnémonique (en anglais, vanity number)  est un numéro de téléphone local ou sans frais facilement mémorisable. Un tel numéro peut être utilisé très efficacement dans du matériel publicitaire et peut représenter un avantage concurrentiel important pour une entreprise.
Bien que plusieurs numéros personnalisés contiennent des mots que l'on peut signaler en appuyant sur les chiffres correspondant aux lettres sur un appareil téléphonique (comme 1-800-flowers, 1-800-taxicab ou 1-800-battery), les numéros personnalisés peuvent aussi être complètement numériques avec des séquences de chiffres faciles à mémoriser.
Les numéros se terminant par des chiffres répétés (tels que -1111) sont fréquemment utilisés par les compagnies de taxi et les entreprises de livraison de restauration rapide. Par exemple, la chaîne canadienne de pizzerias Pizza Pizza utilise le numéro 967-1111. Une séquence de chiffres facilement mémorisable est également utilisée par la chaîne hôtelière Super 8 Motels (en), qui utilise le numéro 1-800-800-8000.
De même, un radiodiffuseur peut faire correspondre un numéro de téléphone local à la fréquence de sa station (la station de radio AM 1010 utilise le numéro de téléphone 872-1010), une chaîne de télévision peut faire de même avec le numéro de la chaîne (la chaîne TV channel 13 utilise le numéro de téléphone 224-13-13) et une clinique ophtalmologique peut choisir un numéro se terminant en 20/20 (la clinique Marc F Raymond Opticians Ltd utilise le numéro 613-549-2020).
D'autres suites de nombres ayant des significations spécifiques sont 24/7 (vingt-quatre heures par jour, sept jours par semaine) ou 2-4-1 (2 for 1, c'est-à-dire deux pour le prix d'un). Cette dernière suite est utilisée par la chaîne de pizzerias 241 Pizza qui utilise le numéro local 241-0-241.